# Erioptera (Erioptera) wellsae
Erioptera (Erioptera) wellsae is een tweevleugelige uit de familie steltmuggen (Limoniidae). De soort komt voor in het Australaziatisch gebied.